# Apremont (Oise)
Apremont is een dorp in Frankrijk. Het ligt in een omgeving met veel bos. Behalve het bos ligt er voor een deel een militair vliegveld in Apremont, een golfbaan en een speelveld voor polo. 

## Kaart
De onderstaande kaart toont de ligging van Apremont (Oise) met de belangrijkste infrastructuur en aangrenzende gemeenten.

## Demografie
Onderstaande figuur toont het verloop van het inwonertal, bron: INSEE-tellingen. 

## Websites
- (fr)  Statistische informatie op de website van INSEE

1. ↑  Populations de référence 2022.